# Kumuzi
Kumuzi är ett vattendrag i Burundi.   Det ligger i provinsen Cankuzo, i den östra delen av landet, 160 kilometer öster om huvudstaden Bujumbura.
I omgivningarna runt Kumuzi växer huvudsakligen savannskog. Runt Kumuzi är det ganska glesbefolkat, med 34 invånare per kvadratkilometer.